# Summanen
Summanen är en sjö i kommunen Saarijärvi i landskapet Mellersta Finland i Finland. Sjön ligger 108,5 meter över havet. Den är 41 meter djup. Arean är 21,89 kvadratkilometer och strandlinjen är 50,15 kilometer lång. Sjön  ingår i Kymmene älvs huvudavrinningsområde.   Den ligger omkring 43 kilometer norr om Jyväskylä och omkring 270 kilometer norr om Helsingfors. 
I sjön finns ett antal öar. De största är Summassaari (1,37 kvadratkilometer), Lamposaari (47 hektar), Virtasaari (9,8 hektar), Kantosaari (1,5 hektar) och Porrisaari (en hektar). 
Öster om Summanen ligger sjön Kiimasjärvi, sydväst om Summanen ligger Iso-Haaranen, och söder om Summanen ligger Lannevesi. 